# Élections américaines de la Chambre des représentants de 1900
En 1900, les élections de la Chambre des représentants des États-Unis ont eu lieu le 6 novembre, en même temps que la présidentielle américaine qui a vu la victoire du président républicain sortant William McKinley. La totalité des 357 était en jeu. Le Parti républicain a gagné treize sièges supplémentaires par rapport à 1898, renforçant sa majorité à la Chambre.

## Résultats
| Parti             | Votes  | Sièges | Évolution |
| ----------------- | ------ | ------ | --------- |
| Parti républicain | 56,0 % | 200    | +13       |
| Parti démocrate   | 42,3 % | 151    | -10       |
| Parti populiste   | 1,4 %  | 5      | -1        |
| Silver Party      | 0,3 %  | 1      | -2        |